# Samuel Liégeon
 (mars 2023).
 (mars 2023).
Si vous disposez d'ouvrages ou d'articles de référence ou si vous connaissez des sites web de qualité traitant du thème abordé ici, merci de compléter l'article en donnant les références utiles à sa vérifiabilité et en les liant à la section « Notes et références ».
 (mars 2023).
La mise en forme du texte ne suit pas les recommandations de Wikipédia : il faut le « wikifier ».
Les points d'amélioration suivants sont les cas les plus fréquents. Le détail des points à revoir est peut-être précisé sur la page de discussion.
- Les titres sont pré-formatés par le logiciel. Ils ne sont ni en capitales, ni en gras.
- Le texte ne doit pas être écrit en capitales (les noms de famille non plus), ni en gras, ni en italique, ni en « petit »…
- Le gras n'est utilisé que pour surligner le titre de l'article dans l'introduction, une seule fois.
- L'italique est rarement utilisé : mots en langue étrangère, titres d'œuvres, noms de bateaux, etc.
- Les citations ne sont pas en italique mais en corps de texte normal. Elles sont entourées par des guillemets français : « et ».
- Les listes à puces sont à éviter, des paragraphes rédigés étant largement préférés. Les tableaux sont à réserver à la présentation de données structurées (résultats, etc.).
- Les appels de note de bas de page (petits chiffres en exposant, introduits par l'outil «  Source ») sont à placer entre la fin de phrase et le point final[comme ça].
- Les liens internes (vers d'autres articles de Wikipédia) sont à choisir avec parcimonie. Créez des liens vers des articles approfondissant le sujet. Les termes génériques sans rapport avec le sujet sont à éviter, ainsi que les répétitions de liens vers un même terme.
- Les liens externes sont à placer uniquement dans une section « Liens externes », à la fin de l'article. Ces liens sont à choisir avec parcimonie suivant les règles définies. Si un lien sert de source à l'article, son insertion dans le texte est à faire par les notes de bas de page.
- La présentation des références doit suivre les conventions bibliographiques. Il est recommandé d'utiliser les modèles {{Ouvrage}}, {{Chapitre}}, {{Article}}, {{Lien web}} et/ou {{Bibliographie}}. Le mode d'édition visuel peut mettre en forme automatiquement les références.
- Insérer une infobox (cadre d'informations à droite) n'est pas obligatoire pour parachever la mise en page.

Pour une aide détaillée, merci de consulter Aide:Wikification.
Si vous pensez que ces points ont été résolus, vous pouvez retirer ce bandeau et améliorer la mise en forme d'un autre article.
Samuel Liégeon est un organiste, pianiste, improvisateur, compositeur et peintre français né à Besançon le 25 octobre 1984. Il est titulaire de l'orgue de l'église Saint-Pierre de Chaillot à Paris depuis 2009. Son atelier de peinture / studio de musique se situe en Normandie, au Havre.

## Biographie
Samuel Liégeon a commencé ses études musicales au Conservatoire à rayonnement régional de Besançon de 1996 à 2004 et il y a obtenu les premiers prix en piano, musique de chambre et orgue. Il s'est ensuite perfectionné au CRR de Saint-Maur-des-Fossés de 2005 à 2006, recevant un prix de perfectionnement mention très bien en orgue (Classe d'Éric Lebrun) et un premier prix d'improvisation mention très bien à l’unanimité (Classe de Pierre Pincemaille). Il a ensuite remporté un prix d’excellence au CRR de Rueil-Malmaison dans la classe de François-Henri Houbart en 2007.
Élève au Conservatoire national supérieur de musique et de danse de Paris (CNSMDP) dans les classes d'improvisation à l’orgue et au piano, en écriture et en orchestration, il a eu pour professeurs Thierry Escaich, Philippe Lefebvre, Jean-François Zygel, Cyrille Lehn, Pierre Pincemaille, Yan Maresz et Alain Mabit, et en est sorti avec 7 premiers prix.
En tant que « Jeune artiste en résidence » à la Cathédrale Saint-Louis, Roi de France de la Nouvelle-Orléans (États-Unis de septembre 2012 à avril 2013, il a donné de nombreux concerts et master class à l’orgue et au piano et collaboré en tant que soliste avec le Louisiana Philarmonic Orchestra.
Parallèlement à ses études musicales, il se consacre à la peinture qu'il définit comme un écho à son geste musical. Utilisant au départ les techniques mixtes et la figuration, son langage s'inscrit aujourd'hui dans une forme d'abstraction lyrique et utilise exclusivement la peinture à l'huile. Il est régulièrement exposé dans des galeries en France et à l'étranger. Cette complémentarité entre ces deux expressions artistiques est régulièrement remarquée par la presse,,,.
Il a participé en qualité d'improvisateur au piano et à l’orgue à des émissions de radio (notamment Le Cabaret classique et À l’improviste sur France Musique) et se produit régulièrement dans des ciné-concerts en improvisant sur des films muets. Le 21 novembre 2022 à l'occasion du centenaire des obsèques de Marcel Proust, il participe à une soirée organisée à l'église Saint-Pierre de Chaillot à Paris avec le compositeur et organiste Thierry Escaich. Le 8 octobre 2017, il intervient dans le cadre de l'inauguration de l'orgue de l'Abbaye de Mondaye.
Il est l'auteur de plusieurs Transcription pour orgue dont les Tableaux d'une Exposition de Modeste Moussorgski publiés aux éditions Delatour ainsi que le Musica ricercata, le Hungarian Rock et certaines Études pour piano de György Ligeti. Compositeur, il est l'auteur d'une dizaine de pièces pour instruments divers (quatuor à corde, orgue, piano, guitare, flûte traversière, chœurs…).
En tant qu'improvisateur et interprète, il donne régulièrement des récitals en France,,, et à l’étranger au piano et à l'orgue.
Il enregistre en 2022, sur les pianos Stephen Paullelo, un disque consacré à l'improvisation à deux pianos avec Jean-Pierre Leguay aux éditions Hortus.
Il est professeur d'analyse, de composition et orchestration au Pôle d'Enseignement Supérieur de la Musique Seine Saint-Denis Ile-de-France dit Pôle Sup'93.

### Prix internationaux
- 1er prix du Concours international d’improvisation Boëllmann-Gigout de Strasbourg (2008)
- Lauréat du Concours international de Leipzig (2009)
- Grand Prix du Concours International de Haarlem (2010)[18]
- 1er Prix du Concours International de Münster (2011)
- 2e Prix ex-aequo du Concours International de Chartres (Premier Prix non décerné) (2012)[19]

## Vidéos / discographie
- (en) « 2010 Improvisation Competition Winner : Samuel Liegeon (France) », sur SoundCloud (consulté le 31 décembre 2023).
- [vidéo] « Nuit de l'improvisation », sur YouTube, 20 novembre 2012 ; Stuttgart, 16 juin 2012.
- [vidéo] « Concert à la Cathédrale Saint Louis, Roi de France de Saint-Louis, avec Le Louisiana Philarmonic Orchestra », sur YouTube, 26 février 2013.
- [vidéo] « Grand dialogue improvisé », sur YouTube, 26 mai 2018.
- [vidéo] « Prélude et double fugue improvisé », sur YouTube, 22 mai 2018.
- [vidéo] « Réminiscences of Zao Wou-Ki paintings », sur YouTube, 14 juin 2018 ; à l'occasion de l'exposition « l'espace est silence » consacrée à Zao Wou-ki au musée d'art moderne de Paris en 2018.
- [vidéo] « Suite élastogénique improvisée », sur YouTube, 3 juin 2022 ; d'après la théorie de l'elastogenèse de Richard Texier, juin 2021.
- [vidéo] « Improvisation à deux pianos Stephen Paullelo avec Jean-Pierre Leguay », sur YouTube, 15 mars 2022.